# Наташа Кампуш
Наташа Марія Кампуш (нім. Natascha Maria Kampusch, нар. 17 лютого 1988, Відень, Австрія) — австрійка, яку викрали 10-річною 2 березня 1998 року. Викрадач Вольфганг Пріклопіль утримував її у таємному погребі понад вісім років, поки вона не втекла 23 серпня 2006 р. Про своє випробування вона написала книгу «3096 днів» (2010), за якою відзнятий німецький фільм «3096 днів» 2013 року.

## Дитинство
Кампуш виховували її мати Бригітта Сірні (уроджена Кампуш) та її батько Людвіг Кох у Відні, Австрія. Людвіг Адамович, керівник спеціальної комісії, яка розглядала можливі невдачі міліції у розслідуванні випадків викрадення людей, стверджував, що час ув'язнення Кампуш «завжди було краще за те, що вона знала до того часу». Бригітта Сірні заперечила цю оцінку, а кримінальний суд визнав заяву Адамовича наклепницькою, і його оштрафували на 10 000 євро. У книзі Кампуш 2010 року про її викрадення «3096 днів» вона зазначила, що батьки били її ляпасами та що вона розглядала можливість самогубства в день викрадення. Однак Кампуш стверджувала, що її мати не була жорстокою і що її домашнє життя було кращим, ніж життя в неволі.
У сім'ї Кампуш були дві дорослі сестри та п'ять племінниць. Сірні і Кох розлучилися, коли Кампуш була ще дитиною, перед її викрадення. Кампуш проводила час з ними обома і повернулася додому до своєї матері з відпочинку з Кохом за день до викрадення.

## Викрадення
10-річна Кампуш залишила оселю своєї сім'ї у віденському районі Донауштадт вранці 2 березня 1998 року, але не приїхала до школи і не повернулася додому. 12-річна свідка повідомила, що бачила, як її втягли в білий мікроавтобус двоє чоловіків, хоча Кампуш не повідомляла про присутність другого чоловіка. Потім відбулися масштабні пошуки дівчинки поліцією, в ході яких було досліджено 776 мінівенів, в тому числі викрадача Пріклопіля, який жив приблизно за півгодини їзди на авто від Відня в нижньоавстрійському містечку Штрасхоф-ан-дер- Нордбан поблизу Генсерндорфа. Він заявив, що вранці викрадення він був один вдома, і поліція була задоволена його поясненням, що він використовував мікроавтобус для перевезення завалів від будівництва свого будинку.
Виникла спекуляція щодо дитячої порнографії чи крадіжки органів, змусивши чиновників також розслідувати можливі зв'язки зі злочинами французького серійного вбивці Мішеля Фурніре. Під час від'їзду Кампуш мала із собою паспорт, оскільки за кілька днів до цього була у сімейній поїздці до Угорщини, тож поліція продовжила пошуки за кордоном. Звинувачення на адресу сім'ї Кампуш ще більше ускладнили питання.

### Полон
Протягом восьми років свого полону Кампуш утримувалась у невеликому погребі під гаражем Пріклополя. Вхід був прихований за шафою. У погребі було лише 5 м² простору. Він мав двері з бетону і був зміцнений сталлю. Кімната не мала вікон і була звукоізоляційною. Протягом перших шести місяців свого полону Кампуш не мала права покидати кімнату в будь-який час, а протягом кількох років свого полону їй не дозволяли залишати крихітний простір вночі. Згодом вона проводила дедалі більше часу вгорі в будинку, але кожну ніч вирушала назад у камеру спати, а також під час роботи Пріклополя.
У наступні роки її бачили на вулиці в саду наодинці, а діловий партнер Пріклопіля сказав, що Кампуш здавалася розслабленою і щасливою, коли Пріклопіль та вона завітали до нього додому, щоб позичити причіп. Після її 18-річчя їй дозволили вийти з дому з Пріклополем, але її викрадач погрожував вбити її, якщо вона буде шуміти. Згодом він відправив її на кілька годин на лижну екскурсію на курорт поблизу Відня. Спочатку вона заперечувала, що вони здійснили поїздку, але врешті-решт визнала, що це правда, хоча сказала, що в той час у неї не було шансів врятуватися.
Згідно з офіційною заявою Кампуш після її втечі, Пріклопіль та вона вставали рано вранці, щоб разом поснідати. Пріклопіль подарував їй книги, тож вона сама навчалася. Вона не відчувала, що щось пропустила під час ув'язнення, але зазначила: «Мені пощастило, я не почала палити і не пила і не тусувалася в поганій компанії», але вона також сказала: «Це було місце для зневіри». Їй дали телебачення і радіо, хоча спочатку їй дозволялося лише переглядати записані на плівку програми та слухати іноземні радіостанції, щоб вона не знала про оголошений її пошук. Одного разу вона спробувала втекти, вистрибнувши з машини.
Значну частину часу Кампуш нагорі витрачала на домашню роботу для Пріклопіля та готування їжі. Дітмар Екер, радник ЗМІ Кампуш, заявив, що Пріклопіль «бив би її так сильно, що вона майже не могла ходити». Пріклопіль морив її голодом, щоб зробити її фізично слабкою та нездатною врятуватися. Її індекс маси тіла досягнув 14,8 під час полону (нормальний ІМТ: 18,5-25). Пріклопіль також зґвалтував Кампуш.
Пріклопіль попередив Кампуш, що двері та вікна будинку забиті фугасами з вибухівкою. Він також стверджував, що має пістолет, і що він спробує вбити її та сусідів, якщо вона спробує втекти. Тим не менше, Кампуш одного разу пофантазувала про те, щоб відрубати йому голову сокирою, хоча вона швидко відкинула цю ідею. Вона також намагалася шуміти під час своїх перших років полону, кидаючи пляшками води об стіни. Вона сказала, що під час поїздок з Пріклополем вона намагалася привернути увагу, але марно.

### Втеча
18-річна Кампуш втекла з дому Пріклопіля 23 серпня 2006 року. О 12:53 вечора вона чистила та пилососила автомобіль свого викрадача у саду, коли Пріклопілю зателефонували на його мобільний телефон. Через сильний шум пилососу він пішов, щоб прийняти дзвінок. Кампуш залишила пилосос запущеним і втекла. Кампуш бігла близько 200 метрів через сусідні сади та вулицю, стрибаючи через паркани, і просячи перехожих викликати поліцію, але вони не звернули на неї уваги. Приблизно через п'ять хвилин вона постукала у вікно 71-річної сусідки, відомої як Інге Т, сказавши: «Я — Наташа Кампуш». Сусідка викликала поліцію, яка прибула о 13:04. Пізніше Кампуш була доставлена до поліцейського відділення у місті Дойч-Ваграм.
Кампуш була ідентифікована за шрамом на тілі, за паспортом (який був знайдений у кімнаті, де вона перебувала), і за допомогою ДНК-тестів. У неї було хороше фізичне здоров'я, хоча вона виглядала блідою та важила лише 48 кг; вона важила 45 кг коли вона зникла вісім років тому. Вона виросла лише 15 см (5,9 дюйм) під час її полону.
Сабіна Фройденбергер була першою поліцейською, яка заговорила з Кампуш після її випробувань, і вона сказала, що її вразила її «кмітливість, її словниковий запас».  Через два роки Пріклопіль привіз їй книги, газети та радіо, яке вона налаштовувала переважно на Ö1, станцію ORF, яка відома пропагандою освіти та класичної музики. Вона також заявляє, що у неї постійно було відчуття, що їй чогось бракує: «дефіцит. Тому я хотіла зробити це кращим, і я намагалася навчатись, навчати себе навичкам. Я навчилася в'язати, наприклад».

## Викрадач
Вольфганг Пріклопіль ([ˈvɔlfɡaŋ ˈpr̝ɪklopɪl]; 14 травня 1962 — 23 серпня 2006) — австрійський технік зв'язку чеського походження. Він народився у Відні від Карла та Вальтрауди Пріклопіль і був єдиною дитиною. Його батько був продавцем коньяку, а мати — продавцем взуття. Пріклопіль деякий час працював у Siemens техніком зв'язку.

## Після втечі
У своїй офіційній заяві Кампуш сказала: «Я не хочу і не буду відповідати на будь-які питання щодо особистих чи інтимних деталей». Після втечі Кампуш поліція розслідувала, чи був у Пріклопіль співучасник, але врешті-решт встановила, що він діяв один.
Кампуш співчувала своєму викрадачеві в документальному фільмі « Наташа Кампуш»: 3096 днів у полоні . Вона сказала: «Мені дедалі більше і більше його шкода — він бідна душа». За даними поліції, вона «невтішно плакала», коли їй сказали, що він помер і вона запалила йому свічку в морг. Однак вона назвала свого викрадача «злочинцем».
Газети, що цитують неназваних психологів, припускають, що Кампуш може страждати стокгольмським синдромом, але Кампуш каже, що це не так. Вона припускає, що люди, які використовують цей термін щодо неї, зневажливо ставляться до неї і не дають їй права описувати та аналізувати складні стосунки, які вона мала зі своїм викрадачем, своїми словами.

### Інтерв'ю
Після повідомлень про «сотні запитів на інтерв'ю» з підлітком, «із засобами масової інформації, що пропонують величезні суми грошей», Кампуш дала інтерв'ю австрійському суспільному мовнику ORF. Інтерв'ю було передано 6 вересня 2006 року з її схвалення. ORF не платив гонорар за своє інтерв'ю, але погодився передати будь-які надходження від продажу інтерв'ю іншим каналам, які, як прогнозується, Кампуш передасть жінкам в Африці та Мексиці. Так само вона планувала проєкти допомоги цим жінкам. Інтерес був величезний.
Газета Kronen Zeitung та щотижневі НОВИНИ також брали інтерв'ю у Кампуш. Інтерв'ю було опубліковано 6 вересня 2006 року. Обидва прес-інтерв'ю були надані в обмін на пакет, що включає підтримку житла, довгострокову пропозицію роботи та допомогу з її освітою.
Нові події у справі Кампуша кинули виклик уряду Австрії в лютому 2008 року. Політики консервативної Австрійської народної партії (ÖVP) погрожували розбити новостворений коаліційний уряд SPÖ — ÖVP («червоно-чорні») у квітні та травні 2008 року. Кампуш заявила, що втратила довіру до австрійського правосуддя. Виявились помилки у розслідуванні Міністерством внутрішніх справ щодо її викрадення, а також заяви міліціонера, які неодноразово ігнорувались у 1998 році. 
16 червня 2008 року газета The Times опублікувала поглиблене інтерв'ю Бояна Панчевського та Стефані Марш з Кампуш.
17 лютого 2010 року британський телеканал Five випустив годинний документальний фільм про цю справу, включаючи ексклюзивне інтерв'ю з Кампуш: Наташа: Дівчина в льоху.

### Книги
Книга «Дівчина в льоху: історія Наташі Кампуш» Аллана Холла та Майкла Лейдіга з'явилася в листопаді 2006 року, написана англійською мовою. Адвокат Кампуш описав цю книгу як спекулятивну та передчасну, і тому планував вжити проти неї юридичних заходів.
Разом з двома журналістами мати Брігітта Сірні написала книгу про випробування «Verzweifelte Jahre» («Відчайдушні роки»). Кампуш з'явилася на першій презентації книги в серпні 2007 року, але не хотіла фотографуватися чи давати інтерв'ю. Сірні пише, що після втечі вона не мала особливих контактів з Кампуш, бо Кампуш була захищена від зовнішнього світу.
Кампуш написала книгу про її випробування, 3096 Tage (3096 днів), опубліковану у вересні 2010. Вона була екранізована у фільмі «3096 днів» у 2013 році.
12 серпня 2016 року Наташа Кампуш випустила свою другу книгу під назвою 10 років свободи.

### Екранізації
17 червня 2010 року німецький режисер і режисер Бернд Айхінгер оголосив, що знімає фільм за мотивами полону Кампуша і хоче, щоб у цьому фільмі знялася Кейт Вінслет. Цей фільм став останнім для Айхінгера перед його раптовою смертю 24 січня 2011 року; Кампуш відвідала його похорон.
У 2011 році вийшов австрійський фільм «Майкл», сюжет якого нагадує справу Наташі Кампуш.

### ЗМІ
5 грудня 2007 року Кампуш створила власний вебсайт, що містить особисту інформацію, включаючи власні фотографії. У неї було власне ток-шоу на новому телеканалі Австрії, PULS 4, починаючи з 1 червня 2008 року. Шоу отримало робочу назву In Conversation with … Natascha Kampusch і, врешті-решт, відбулося прем'єра як Trifft Наташі Kampusch (Наташа Кампуш зустрічається. . .).

### Будинок

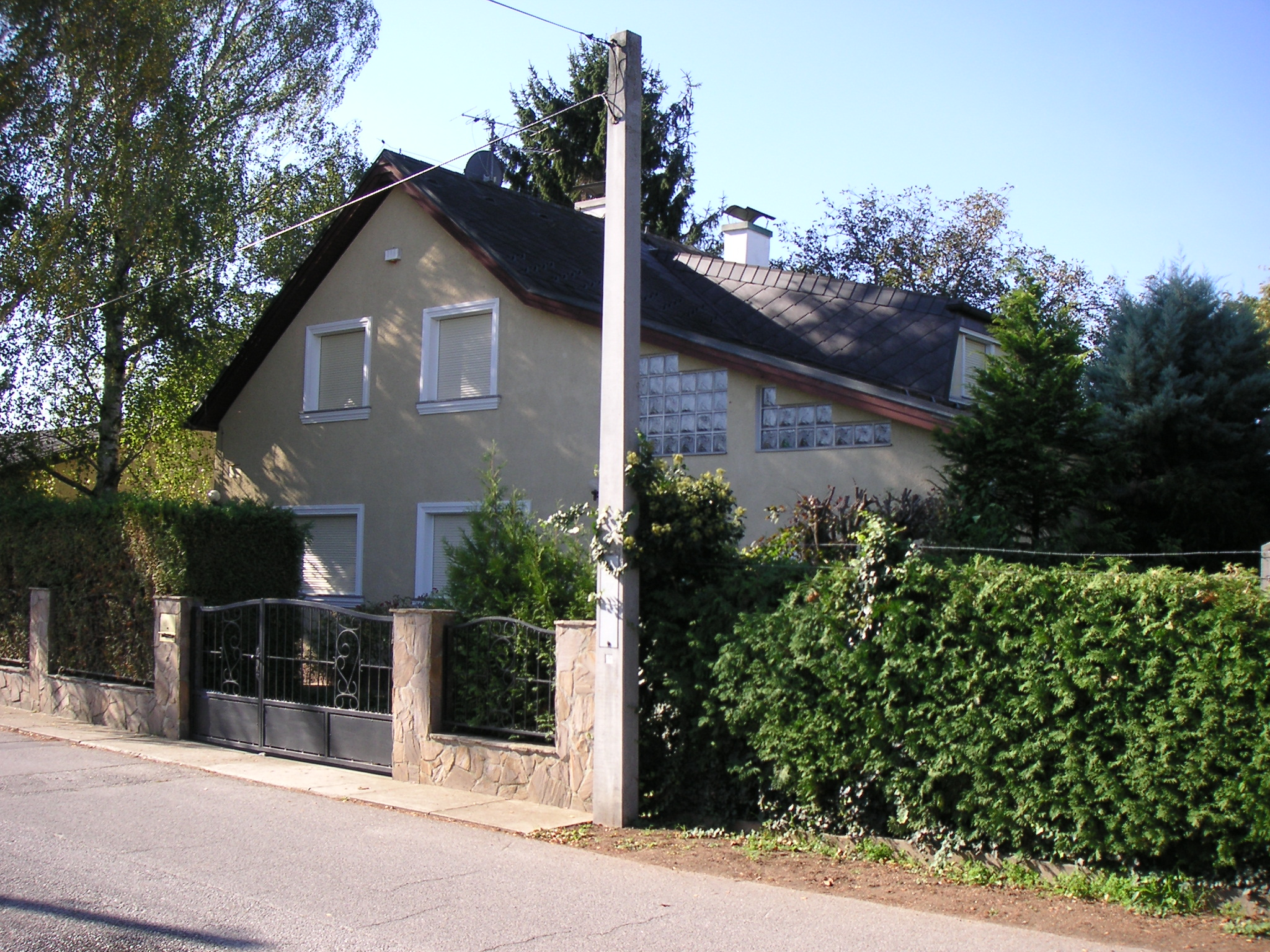
Будинок Вольфганга Пріклопіля у Штрасгофі

Будинок, де ув'язнили Наташу Кампуш, був побудований дідом Пріклополя Оскаром Пріклополем після Другої світової війни. Під час «холодної війни» Оскар та його син Карл побудували бомбосховище, яке, як вважалося, було тюрмою Кампуш. Пріклопіль оселився у будинку у 1984 році після смерті бабусі.